# Еліптичний розподіл
Еліптичний розподіл — це будь-який член широкого сімейства розподілів ймовірностей, що узагальнює багатовимірний нормальний розподіл. Інтуїтивно зрозуміло, у спрощеному дво- і тривимірному випадку спільний розподіл утворює еліпс та еліпсоїд відповідно на графіках рівної щільності.
У статистиці нормальний розподіл використовується в «класичному» багатовимірному аналізі, тоді як еліптичні розподіли використовуються в узагальненому багатовимірному аналізі для вивчення симетричних розподілів з важкими хвостами, як багатовимірний t-розподіл, або легкими (у порівнянні з нормальним розподілом). Деякі статистичні методи, спочатку призначені для вивчення нормального розподілу, мають хороші показники для загальних еліптичних розподілів (зі скінченною дисперсією), особливо для сферичних розподілів (які визначені нижче). Еліптичні розподіли також використовуються в робастній статистиці для оцінки запропонованих багатовимірних статистичних процедур.

## Визначення
Еліптичні розподіли визначаються з точки зору характеристичних функцій у теорії ймовірностей. Випадковий вектор {\displaystyle X} на евклідовому просторі має еліптичний розподіл якщо його характеристична функція {\displaystyle \phi } задовольняє наступному функціональному рівнянню (для кожного стовпця-вектора {\displaystyle t})
{\displaystyle \phi _{X-\mu }(t)=\psi (t'\Sigma t)}
для деякого коефіцієнту зсуву {\displaystyle \mu }, деякої невід’ємно-визначеної матриці {\displaystyle \Sigma } і деякої скалярної функції {\displaystyle \psi }. Визначення еліптичних розподілів для реальних випадкових векторів було розширено для розміщення випадкових векторів в евклідових просторах над полями комплексних чисел, що полегшує застосування в аналізі часових рядів. Доступні обчислювальні методи для генерування псевдовипадкових векторів з еліптичними розподілами, для використання, наприклад, у методі Монте-Карло у комп'ютерному моделюванні.
Деякі еліптичні розподіли мають альтернативне визначення з точки зору їх функції щільності. Еліптичний розподіл з функцією щільності f має вигляд:
{\displaystyle f(x)=k\cdot g((x-\mu )'\Sigma ^{-1}(x-\mu ))}
де {\displaystyle k} — нормуюча константа, {\displaystyle x} є {\displaystyle n}-вимірною випадковою величиною з медіанним вектором {\displaystyle \mu } (який також є вектором середніх значень, якщо останній існує), а {\displaystyle \Sigma } є позитивно визначеною матрицею, яка є пропорційною до коваріаційної матриці, якщо остання існує.

### Приклади
Приклади включають такі багатовимірні розподіли ймовірностей:
- Багатовимірний нормальний розподіл
- Багатовимірний t-розподіл
- Симетричний багатовимірний стабільний розподіл[en][5]
- Симетричний багатовимірний розподіл Лапласа[en][6]
- Багатовимірний логістичний розподіл[7]
- Багатовимірний симетричний загальний гіперболічний розподіл[en][7]

## Властивості
У двовимірному випадку, якщо щільність існує, кожен локус рівної щільності (множина пар x1, x2, які надають певне значення {\displaystyle f(x)}) є еліпсом або об'єднанням еліпсів (звідси і назва еліптичний розподіл). Більш загально, для довільного n, локуси ізо-щільності є об'єднаннями еліпсоїдів. Усі ці еліпсоїди або еліпси мають спільний центр μ і є масштабованими копіями (гомотетами) один одного.
Багатовимірний нормальний розподіл — це особливий випадок, коли {\displaystyle g(z)=e^{-z/2}}. Хоча багатовимірний нормальний розподіл необмежений (кожен елемент {\displaystyle x} може приймати довільно великі позитивні або негативні значення з ненульовою ймовірністю, оскільки {\displaystyle e^{-z/2}>0} для всіх невід’ємних {\displaystyle z}), загалом еліптичні розподіли можуть бути обмеженими або необмеженими — такий розподіл обмежений, якщо {\displaystyle g(z)=0} для всіх {\displaystyle z} більше деякого значення.
Існують еліптичні розподіли, у яких не визначене середнє, наприклад розподіл Коші (навіть у одновимірному випадку). Оскільки змінна x входить у функцію щільності квадратично, усі еліптичні розподіли є симетричними відносно {\displaystyle \mu .}
Якщо дві підмножини спільного еліптичного випадкового вектора є некорельованими, то, якщо їх середні існують, вони є незалежними середніми одне від одного (середнє значення кожного підвектора, обумовлене значенням іншого підвектора, дорівнює безумовному середньому).
Якщо випадковий вектор X розподілений еліптично, то це вірно і для DX для будь-якої матриці D із повним рангом рядка. Таким чином, будь-яка лінійна комбінація компонентів X є еліптичною (хоча і не обов'язково з однаковим еліптичним розподілом), а будь-яка підмножина X є еліптичною.

## Застосування
Еліптичні розподіли використовуються в статистиці та економіці.
У математичній економіці еліптичні розподіли використовувались для опису портфелів у фінансовій математиці.

### Статистика: Узагальнений багатовимірний аналіз
У статистиці багатовимірний нормальний розподіл (Гаусса) використовується в класичному багатофакторному аналізі, в якому мотивовано більшість методів оцінки та перевірки гіпотез для нормального розподілу. На відміну від класичного багатовимірного аналізу, узагальнений багатовимірний аналіз відноситься до досліджень еліптичних розподілів не обмежених вимогою нормальності.
Для відповідних еліптичних розподілів деякі класичні методи продовжують володіти хорошими властивостями. З припущенням про скінченну дисперсію виконується розширення теореми Кокрана (про розподіл квадратних форм).

#### Сферичний розподіл
Еліптичний розподіл із нульовим середнім значенням та дисперсією у формі {\displaystyle \alpha I}, де {\displaystyle I} є матрицею ідентичності, називається сферичним розподілом. Для сферичних розподілів були розширені класичні результати з оцінки параметрів та перевірки гіпотез. Подібні результати справедливі для лінійних моделей, а також для складних моделей (особливо для моделі кривої зростання). В аналізі багатовимірних моделей використовуються багатолінійна алгебра (зокрема добутки Кронекера і векторизація) та матричне числення.

#### Робастна статистика: Асимптотика
Іншим використанням еліптичних розподілів є робастна статистика, де досліджується як статистичні процедури виконуються для класу еліптичних розподілів, щоб отримати уявлення про ефективність процедур щодо ще більш загальних проблем, наприклад, за допомогою теорії асимптот статистики.

### Економіка та фінанси
Еліптичні розподіли мають важливе значення в теорії портфеля, оскільки, якщо прибутковість усіх активів, доступних для формування портфеля, розподіляється спільно еліптично, то всі портфелі можуть бути повністю охарактеризовані за своїм місцезнаходженням та масштабом – тобто будь-які два портфелі з однаковим розташуванням і масштабом доходності портфеля мають однаковий розподіл прибутковості портфеля. Різні особливості аналізу портфеля, включаючи теорему про розподіл пайових фондів та модель ціноутворення капіталу, мають місце для всіх еліптичних розподілів.